# Juan Cotumba
Juan Cotumba (nacido el 17 de diciembre de 1980 en Potosí), es un ciclista boliviano.

## Palmarés
2005
- 1 etapa de la Doble Sucre Potosí GP Cemento Fancesa

2006
- Campeonato de Bolivia Contrarreloj

2010
- 2.º en el Campeonato de Bolivia Contrarreloj
- 2.º en el Campeonato de Bolivia en Ruta

2011
- Vuelta a Bolivia, más 2 etapas

2012
- 1 etapa de la Vuelta a Bolivia

2014
- Vuelta al Sur de Bolivia